# 코멧 (프로그래밍)
코멧(comet)은 장시간 HTTP 요청을 대기하더라도 브라우저가 명시적으로 요청을 하지 않으면서 웹 브라우저가 데이터를 브라우저에 푸시할 수 있게 하는 웹 애플리케이션 모델이다. 코멧은 이러한 상호작용을 달성하기 위해 여러 기법을 두루 아우르는 포괄적 용어이다. 이러한 모든 방식들은 기본적이지 않은 플러그인들이 아닌, 자바스크립트처럼 브라우저 내에 기본적으로 포함되는 기능들에 의존한다. 코멧 접근은 브라우저가 한 번에 완전한 웹 페이지를 요청하는 원래 모델의 웹과는 차이가 있다.
웹 개발에 코멧 기술 사용 시 "코멧"이라는 단어는 여러 기법들을 뜻하는 신조어로 간주된다. 코멧은 여러 개의 다른 이름으로 부르는데, 이를테면 에이젝스 푸시(Ajax Push),
리버스 에이젝스(Reverse Ajax), 투 웨이 웹(Two-way-web), HTTP 스트리밍(HTTP Streaming),, HTTP 서버 푸시
등이 있다. "코멧"이라는 용어는 두문자어는 아니며 알렉스 러셀(Alex Russel)이 2006년 자신의 블로그 게시물 "Comet: Low Latency Data for the Browser"에서 새로 만든 용어이다.

## 같이 보기
- 푸시 기법
- 풀 기법